# Leichtathletik-Europameisterschaften 1934/Dreisprung der Männer

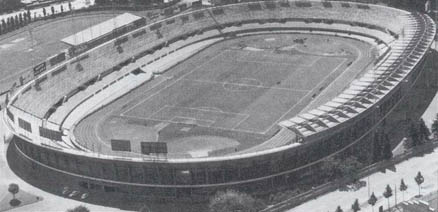
Turiner Olympiastadion – damalige Bezeichnung
Stadio Benito Mussolini

Der Dreisprung der Männer bei den Leichtathletik-Europameisterschaften 1934 wurde am 9. September 1934 im Turiner Stadio Benito Mussolini ausgetragen.
Europameister wurde der Niederländer Willem Peters. Er siegte vor dem Schweden Eric Svensson. Bronze gewann der Finne Onni Rajasaari.

## Rekorde

### Bestehende Rekorde
| Weltrekord           | 15,72 m                                             | Nambu Chūhei                                        | Los Angeles, USA                                    | 4. August 1932                                      |
| Europarekord         | 15,48 m                                             | Willem Peters                                       | London, Großbritannien                              | 4. Juli 1927                                        |
| Meisterschaftsrekord | Einen Europameisterschaftsrekord gab es noch nicht. | Einen Europameisterschaftsrekord gab es noch nicht. | Einen Europameisterschaftsrekord gab es noch nicht. | Einen Europameisterschaftsrekord gab es noch nicht. |

### Erster Europameisterschaftsrekord
Im Wettbewerb am 9. September wurde der folgende erste Europameisterschaftsrekord aufgestellt:

14,89 m – Willem Peters (Niederlande)

## Durchführung
In den Quellenangaben (europäischer Leichtathletikverband EAA sowie bei todor66) zum Dreisprung findet sich nur eine Ergebnisliste mit dem Finalresultat für alle elf Teilnehmer. Eine Qualifikation wird dort nicht aufgeführt. Demnach sind alle elf Wettkämpfer gemeinsam in einer Gruppe zum Finale angetreten. Wie viele Versuche den Athleten zur Verfügung standen und ob es nach der dritten Runde, wie damals zum Beispiel bei Olympischen Spielen üblich, mit den besten sechs Springern in ein Finale mit drei weiteren Durchgängen ging, wird nicht klar.
Bei den Olympischen Spielen in dieser Zeit war es in den Sprung- und Wurfdisziplinen übliche Praxis, zunächst am Morgen des Wettkampftages eine Qualifikationsrunde durchzuführen, wenn die Zahl der Teilnehmer nicht zu gering war. Diese Vorausscheidung wurde in zwei Gruppen ausgetragen. Das Finale fand dann mit den dafür qualifizierten Sportlern in aller Regel am Nachmittag desselben Tages statt.

## Finale

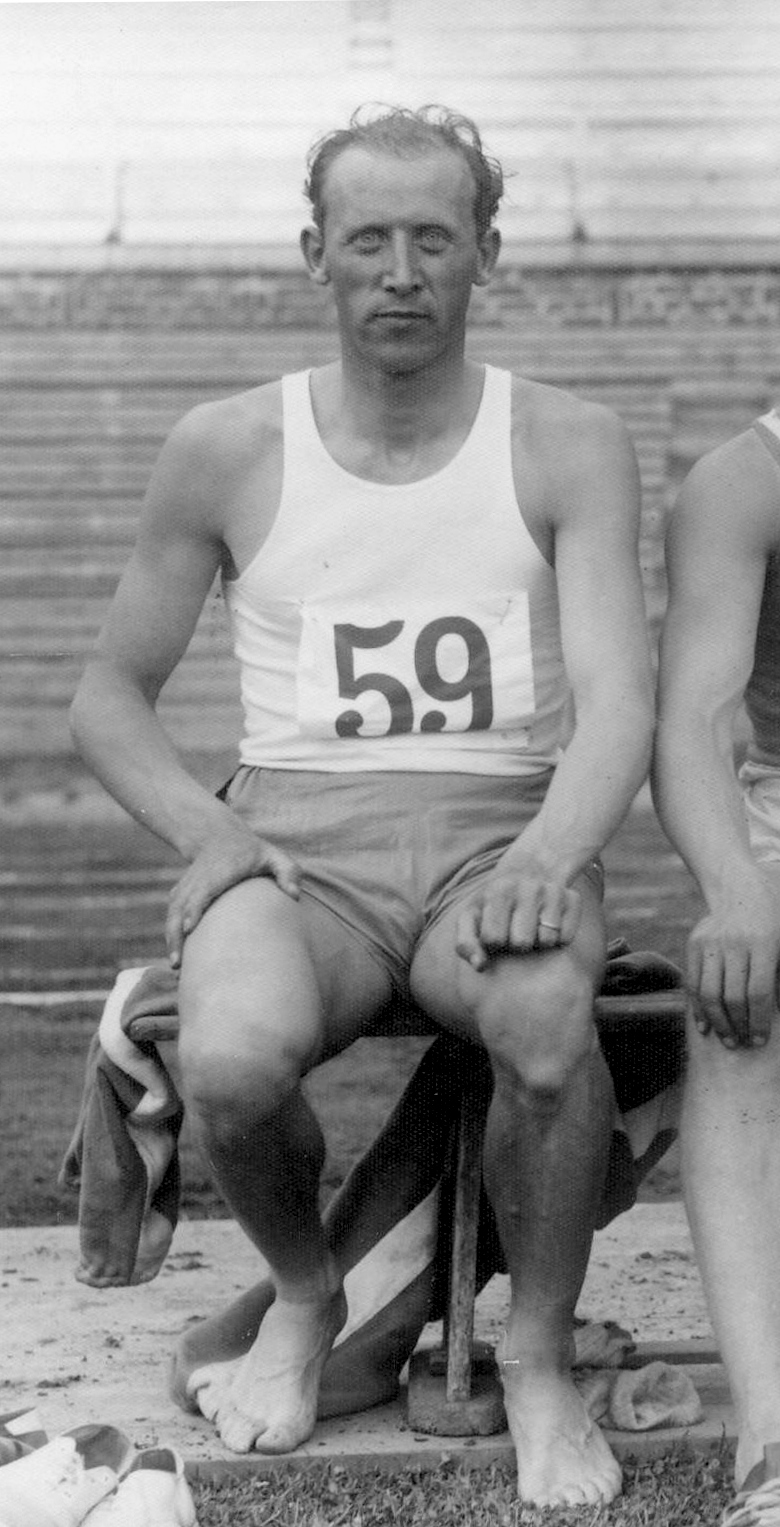
Eric Svensson – nach Platz zehn im Weitsprung nun Vizeeuropameister im Dreisprung
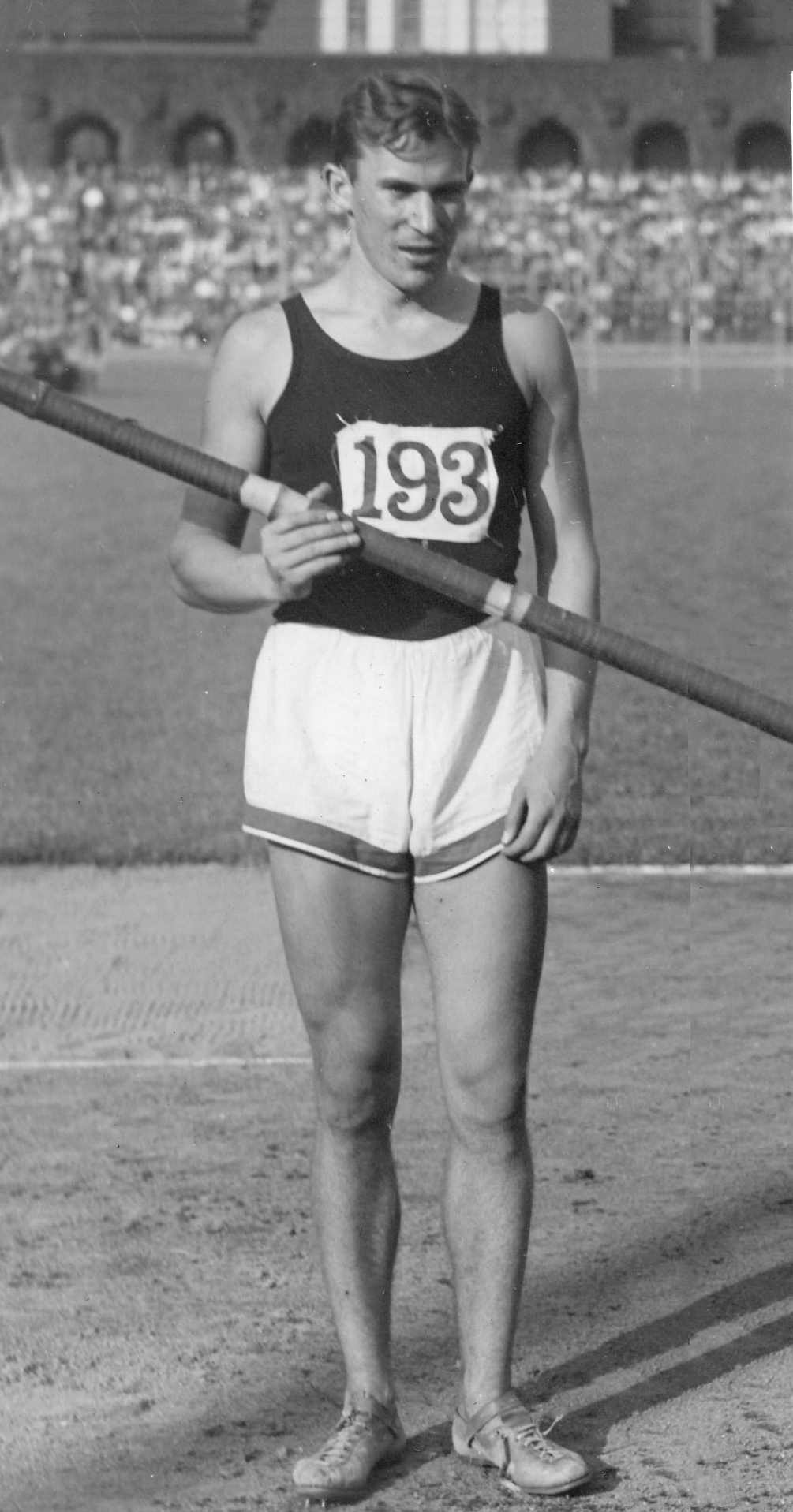
Bo Ljungberg – Silber im Stabhochsprung, zwei Tage später Achter im Dreisprung
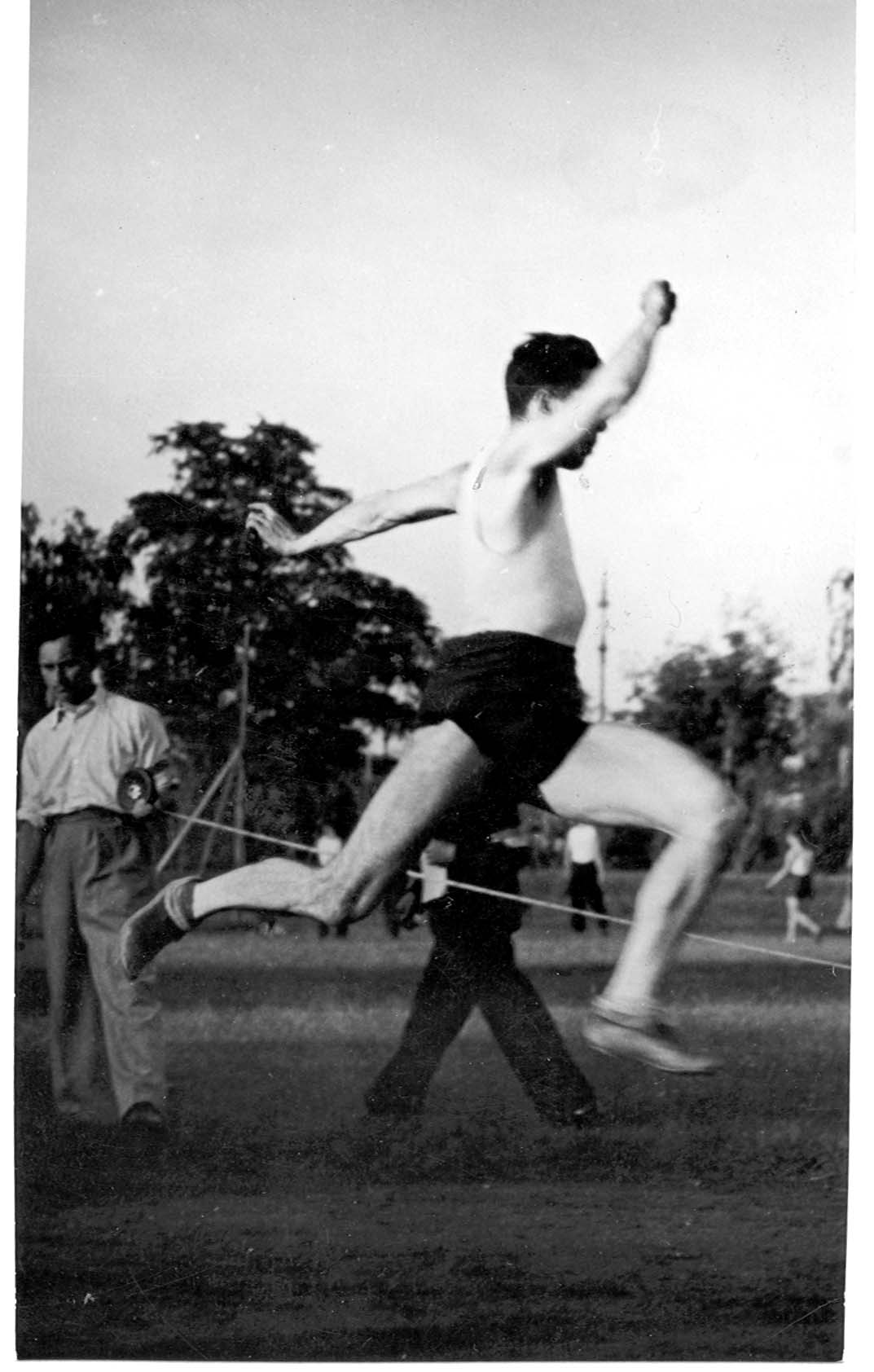
Lajos Somló kam auf den neunten Platz

9. September 1934
| Platz | Name             | Nation             | Weite      |
| ----- | ---------------- | ------------------ | ---------- |
| 1     | Willem Peters    | Niederlande        | 14,89 m CR |
| 2     | Eric Svensson    | Schweden           | 14,83 m    |
| 3     | Onni Rajasaari   | Finnland           | 14,74 m    |
| 4     | Edward Luckhaus  | Polen              | 14,54 m    |
| 5     | Toivo Pöyry      | Finnland           | 14,47 m    |
| 6     | Antonio Milanese | Königreich Italien | 14,24 m    |
| 7     | Ingvard Andersen | Dänemark           | 14,02 m    |
| 8     | Bo Ljungberg     | Schweden           | 14,01 m    |
| 9     | Lajos Somló      | Ungarn             | 13,93 m    |
| 10    | Sándor Dombóvári | Ungarn             | 13,91 m    |
| NM    | Folco Guglielmi  | Königreich Italien | ogV000     |